# Quick (azienda)
Quick (dall'inglese quick che significa rapido) è una catena di ristorazione rapida/fast food fondata nel 1971 in Belgio dal barone belga Vaxelaire e passata di proprietà allo stato francese nel 2006, attraverso un'OPA di CDC Capital Investissement, diventata in seguito Qualium Investissement, filiale della Caisse des dépôts et consignations; con quasi 500 ristoranti (principalmente in Francia, Belgio e Lussemburgo) a fine 2013 è la terza catena in Europa nel settore della ristorazione rapida.
Il 28 settembre 2015, Qualium Investissement, azionista unico di Quick annuncia di essere in negoziazione col Groupe BERTRAND, azionista maggioritario della joint-venture Burger King France, per rilevare il gruppo Quick e i suoi 509 ristoranti; se l'operazione dovesse andare in porto i ristoranti francesi cambierebbero insegna diventando Burger King, il marchio Quick sarà invece mantenuto in Belgio, Lussemburgo e fuori dall'Europa.

## Cifre chiave
La catena conta un totale di 404 ristoranti in Europa al 1º gennaio 2006, di cui 312 in Francia, 79 in Belgio e nel Lussemburgo nonché 13 in altri paesi: (Algeria, Andorra, Marocco e ancora Dubai).
Il 28% dei ristoranti sono gestiti direttamente dalla casa-madre, gli altri invece sono in affiliazione commerciale.
I dipendenti della società sono circa 16.000 di cui 12.000 in Francia.
Quick nel 2005 ha raggiunto un record storico:
- Vendite al dettaglio: 760,5 Milioni € (+ 5,3 %)
- Risultato operativo: 41,6 Milioni € (+ 33,1 %)
- Risultato netto del Gruppo: 27,3 Milioni € (+ 86,2 %)

Nel 2003, la porzione di mercato in Francia è del 26,5% per Quick contro il 73,5% di Mc Donald's. In Belgio, è del 65% a favore di Quick.

## Paesi in cui Quick è presente
| Paese                                          | Numero di ristoranti |
| ---------------------------------------------- | -------------------- |
| Francia metropolitana                          | 379                  |
| Benelux ( Belgio e Lussemburgo)                | 99                   |
| Internazionale ( Francia d'oltremare e Russia) | 20                   |
| Totale                                         | 498                  |

| Paese               | Apertura | Chiusura | Numero di ristoranti |
| ------------------- | -------- | -------- | -------------------- |
| Francia             | 1980     |          | 379                  |
| Belgio              | 1971     |          | 100                  |
| Lussemburgo         | 1983     |          | 9                    |
| Russia              | 2008     |          | 7                    |
| Tunisia             | 2015     |          | 1                    |
| Non più presente    |          |          |                      |
| Paesi Bassi         | 1995     | 2000     | 4 (chiusi)           |
| Algeria             | 2007     | 2011     | 3 (chiusi)           |
| Spagna              | 2008     | 2010     | 2 (chiusi)           |
| Ungheria            | 1995     | 2001     | 3 (chiusi)           |
| Marocco             | 2004     | 2013     | 5 (chiusi)           |
| Andorra             | 1997     | 2007     | 3 (chiusi)           |
| Emirati Arabi Uniti | 2003     | 2010     | 2 (chiusi)           |

Al 16 luglio 2015: 5 Burger By Quick e 384 Quick in Francia metropolitana, 100 Quick in Belgio e Lussemburgo.

## Slogan storici
Nel corso degli anni Quick ha cambiato molte volte lo slogan come:
 (1992)
 (1996)
 (2000)
 (2003)

## Quick in Italia
La catena di fast food belga, sbarcò per la prima volta in Italia negli anni '80, principalmente in quattro città:
- Milano: in Piazza Cordusio, Corso Buenos Aires angolo Viale Tunisia, Galleria Vittorio Emanuele e Largo Corsia dei servi;
- Siena in piazza Matteotti;
- Genova in via XX Settembre;
- Bologna in via Rizzoli, vicino alle due torri.

Nel 1988 Quick a seguito del mancato raggiungimento di una posizione dominante nel mercato italiano chiude i battenti, cede i propri negozi a Burghy e abbandona per sempre le attività di ristorazione in Italia.